# 紅白FLASH合戰
紅白FLASH合戰為日本2ch的Flash板於年末舉辦之比賽活動。仿照電視節目紅白歌唱大賽的形式，將參賽者分為紅與白兩組，以一對一Flash作品對抗的方式進行網路投票，最後總票數最高的組別為勝利組。

## 簡介
首屆紅白FLASH合戰於2002年開始，由日本2ch的Flash板板主發起，主要目的為募集各方Flash好手，一同競技。
參賽的題材內容不拘（惟禁止18禁作品參賽），不過大多參賽者皆有在作品中套用2ch代表物貓的習慣。而創作類型則是Flash動畫。

## 流程
以下為紅白FLASH合戰2002之流程，往後的比賽在時間上會有些許差異。
| 11月20日            | 報名截止                   |
| 12月1日             | 參賽者提出作品內容最後期限 |
| 12月20日            | 繳交作品                   |
| 12月1日至12月20日間 | 決定紅白組別               |
| 12月26日            | 投票開始                   |
| 12月31日            | 投票結束                   |

## 歷史
- 2002年，發起活動，由FLASH50提供營運相關資源。
- 2003年，FLASH50擔任主辦人，因為有上一屆的紀錄，此屆的參賽者及觀眾皆增加許多，紅白FLASH合戰也變的較廣為人知。
- 2004年，為最後一屆紅白FLASH合戰，同時也是參賽者最多的一屆。
- 2005年，由FLASH★BOMB取代。在這期間，同類型的紅白闇鍋祭，以及模仿slashup的naname up展開。
- 2007年，紅白FLASH合戰復出，與紅白闇鍋祭、naname up一同成為Flash板的三大盛事。
- 2008年，與Niconico動畫合作舉行。
- 2009年，以新生迎接第三回的「紅白FLASH合戦2009 -再燐-」，以新的管理人員與嶄新的管理方案營運。
- 2010年，第四回「紅白FLASH合戰2010」，由於投票系統出問題，紅白雙組不分勝負。
- 2011年，第五回「紅白FLASH合戰2011」，
- 2012年，第六回「紅白FLASH合戰2012」，
- 2013年，第七回「紅白FLASH合戰2013」，紅組獲得睽違已久的勝利。
- 2014年，第八回「紅白FLASH合戰2014」，
- 2015年，第九回「紅白FLASH合戰2015」，
- 2016年，第十回「紅白FLASH合戰2016」，

## 歷屆結果
| 年度   | 屆數 | 紅組得票數 | 白組得票數 | 優勝     |
| ------ | ---- | ---------- | ---------- | -------- |
| 2002年 | 1    | 1909       | 811        | 紅       |
| 2003年 | 2    | 1323       | 2359       | 白       |
| 2004年 | 3    | 1206       | 1340       | 白       |
| 2007年 | 4    | 474        | 411        | 紅       |
| 2008年 | 5    | 287        | 188        | 紅       |
| 2009年 | 6    | 98         | 141        | 白       |
| 2010年 | 7    | ×          | ×          | 無分勝負 |
| 2011年 | 8    |            |            |          |
| 2012年 | 9    | 27         | 37         | 白       |
| 2013年 | 10   | 64         | 48         | 紅       |
| 2014年 | 11   | 18         | 34         | 白       |
| 2015年 | 12   | 19         | 20         | 白       |
| 2016年 | 13   | ×          | ×          | 無分勝負 |

## 外部連結
- （日語）官方網頁 （页面存档备份，存于）
- （日語）第一屆官方網頁 （页面存档备份，存于）
- （日語）2ch的Flash板 （页面存档备份，存于）
- （日語）FLASH・Wiki -  （页面存档备份，存于）